# Pëša
La Pëša (in russo Пёша?; anche Tëša) è un fiume della Russia europea settentrionale (oblast' di Arcangelo e Circondario Autonomo dei Nenec), tributario del golfo di Čëša (mare di Barents).
Ha origine da alcuni bassi rilievi sul versante occidentale dei monti Timani, una catena di rilievi collinari (a dispetto del nome) della Russia settentrionale; scorre in una regione prevalentemente piatta e paludosa, quasi completamente disabitata, mantenendo direzione mediamente settentrionale o nordoccidentale su tutto il percorso. Sfocia nel golfo di Čëša, vasta insenatura del mare di Barents, alcuni chilometri a valle dell'insediamento di Nižnjaja Pëša, l'unico insediamento urbano di qualche rilievo che il fiume incontra in tutto il suo corso.
Le acque del fiume sono gelate in superficie per lunghi periodi ogni anno, mediamente da novembre a maggio analogamente a tutti i corsi d'acqua della zona.